# Aleksandrów Kujawski
Aleksandrów Kujawski (udtale: [alɛkˈsandruf kuˈjafskʲi]  ( hør); indtil 1879: Trojanów, 1879–1919: Aleksandrów Pograniczny) er en by i det nordlige, centrale Polen, i  voivodskabet Kujawsko-pomorskie  og har 11.910(2021) indbyggere, og et areal på 7,23  km².  Den er administrationsby i powiat Aleksandrów.  Den ligger omkring 18 km sydøst for Toruń.

## Historie
Togstationen i Trojanów, som blev etableret i forbindelse med anlæggelsen af jernbanelinjen fra Kutno til Toruń mellem 1859 og 1865, var kernen i byen, som blev grundlagt i 1862. Lige så vigtig var dens placering nær grænsen til det Russiske Kejserrige (Kongrespolen, den russiske del) med Kongeriget Preussen (Prussiske del, senere også Tyske Kejserrige). I 1879 fandt et møde sted mellem den russiske kejser Alexander 2. og den tyske kejser Wilhelm 1. her. Ved denne lejlighed blev stedet omdøbt til Aleksandrowo og fik kommunale rettigheder. Det blev senere omdøbt til Aleksandrów Pograniczny ("Aleksandrów på grænsen").

## Togulykke 1980
Jernbaneulykken i Otłoczyn (de) fandt sted på kommunens område om morgenen den 19. august 1980. Der var 67 dræbte og 62 mennesker blev såret. Det var efterkrigstidens værste jernbaneulykke i Polen.